# Wappen Bangladeschs
Das Wappen Bangladeschs wurde 1972 eingeführt. Das Wappen findet man auf allen aktuellen Taka-Kursmünzen des Landes.

## Beschreibung

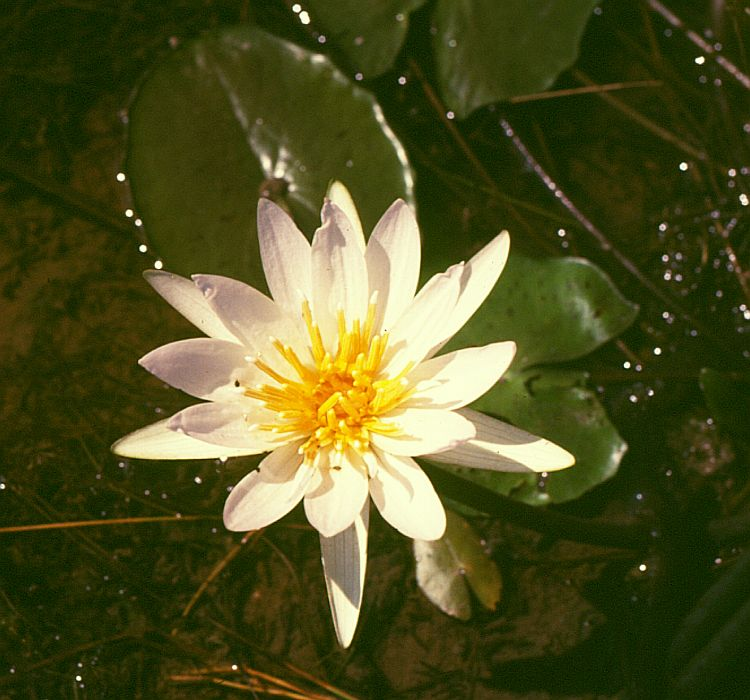
Die Nymphaea nouchali mit weißen Blüten

Für das runde Wappen werden als Farben nur Gold und Ocker (Schatten von Gold) verwendet. Diese Farben symbolisieren das „Goldene Bengalen“.
Innerhalb eines Kreises befindet sich die stilisierte Darstellung einer Weißen Stern-Seerose  (Nymphaea nouchali), der Nationalblume.
Oberhalb der Seerosenblüte sind vier fünfzackige Sterne zu sehen, sowie Blätter des Jutebaums, an den Seiten je eine Reisähre.
Die vier Sterne repräsentieren die vier Grundprinzipien, die ursprünglich in der ersten Verfassung von Bangladesch im Jahr 1972 verankert wurden:
1. Nationalismus
2. Demokratie
3. Sozialismus
4. Säkularismus.

Die Wellenlinien stehen für Wasserreichtum und die Flüsse Ganges und Brahmaputra.